# Cladorhiza
Genre
Synonymes
- Axoniderma Ridley & Dendy, 1887
- Exaxinat de Laubenfels, 1936
- Raoa de Laubenfels, 1936
- Trochoderma Ridley & Dendy, 1886

Cladorhiza est un genre d'éponges, genre type de la famille Hymedesmiidae. Les espèces de ce genre sont marines et mesurent généralement moins d'une douzaine de centimètres ; certaines atteignent environ 40 cm.

## Liste d'espèces
Selon World Register of Marine Species (25 mai 2016) :
- Cladorhiza abyssicola Sars, 1872
- Cladorhiza acanthoxea Hestetun, Fourt, Vacelet, Boury-Esnault & Rapp, 2015
- Cladorhiza aphyrula Lévi
- Cladorhiza arctica Koltun, 1959
- Cladorhiza bathycrinoides Koltun, 1955
- Cladorhiza caillieti Lundsten, Reiswig & Austin, 2014
- Cladorhiza corona Lehnert, Watling & Stone, 2005
- Cladorhiza corticocancellata Carter, 1876
- Cladorhiza depressa Kieschnick, 1896
- Cladorhiza diminuta Lopes & Hajdu, 2014
- Cladorhiza ephyrula Lévi, 1964
- Cladorhiza evae Lundsten, Reiswig & Austin, 2014
- Cladorhiza flosabyssi Topsent, 1909
- Cladorhiza fristedtii (Lambe, 1900)
- Cladorhiza gelida Lundbeck, 1905
- Cladorhiza grandis Verrill, 1879
- Cladorhiza grimaldii Topsent, 1909
- Cladorhiza iniquidentata Lundbeck, 1905
- Cladorhiza inversa Ridley & Dendy, 1886
- Cladorhiza linearis Ridley & Dendy, 1886
- Cladorhiza longipinna Ridley & Dendy, 1886
- Cladorhiza mani Koltun, 1964
- Cladorhiza methanophila Vacelet & Boury-Esnault, 2002
- Cladorhiza microchela Lévi, 1964
- Cladorhiza mirabilis (Ridley & Dendy, 1886)
- Cladorhiza moruliformis Ridley & Dendy, 1886
- Cladorhiza nematophora Lévi, 1964
- Cladorhiza nicoleae Castello-Branco, Hestetun, Rapp & Hajdu, 2016
- Cladorhiza nobilis Fristedt, 1887
- Cladorhiza oxeata Lundbeck, 1905
- Cladorhiza penniformis Göcke & Janussen, 2013
- Cladorhiza pentacrinus Dendy, 1887
- Cladorhiza pteron Reiswig & Lee, 2007
- Cladorhiza rectangularis Ridley & Dendy, 1886
- Cladorhiza schistochela Lévi, 1993
- Cladorhiza segonzaci Vacelet, 2006
- Cladorhiza septemdentalis Koltun, 1970
- Cladorhiza similis Ridley & Dendy, 1886
- Cladorhiza tenuisigma Lundbeck, 1905
- Cladorhiza thomsoni Topsent, 1909
- Cladorhiza tridentata Ridley & Dendy, 1886